# Роботищенська сільська рада
Роботищенська сільська рада — колишня адміністративно-територіальна одиниця та орган місцевого самоврядування у Новоград-Волинському районі й Новоград-Волинській міській раді Волинської округи, Київської та Житомирської областей Української РСР з адміністративним центром у селі Роботище.

## Населені пункти
Сільській раді на час ліквідації були підпорядковані населені пункти:
- с. Роботище.

## Населення
Кількість населення ради, станом на 1931 рік, становила 492 особи.

## Історія та адміністративний устрій
Створена 23 травня 1928 року в с. Роботище Кропивнянської сільської ради Новоград-Волинського району Волинської округи. 1 червня 1935 року, відповідно до постанови Президії Верховної ради Української РСР «Про порядок організації органів радянської влади в новоутворених округах», сільську раду передано до складу Новоград-Волинської міської ради Київської області.
Станом на 1 вересня 1946 року сільська рада входила до складу Новоград-Волинської міської ради Житомирської області, на обліку в раді перебувало с. Роботище.
Ліквідована 11 серпня 1954 року, відповідно до указу Президії Верховної ради Української РСР «Про укрупнення сільських рад по Житомирській області», територію ради та с. Роботище приєднано до складу Брониківської сільської ради Новоград-Волинської міської ради Житомирської області.